# 20103 de Vico
20103 de Vico (1995 JK) là một tiểu hành tinh vành đai chính được phát hiện ngày 6 tháng 5 năm 1995 bởi R. Calanca ở Cavezzo.